# Bogcha Darvoza
La porta Bogcha Darvoza o porta nord è uno degli ingressi a Itchan Kala il centro storico di Khiva in Uzbekistan.
Il nome Bogcha Darvoza significa "Porta del giardino". In questo tratto è anche possibile accedere sulle mura tramite una scala di accesso che consente di percorrere parte del camminatoio. La porta è affiancata da due torri di 18x16 metri.